# Маршрутний транспортний засіб

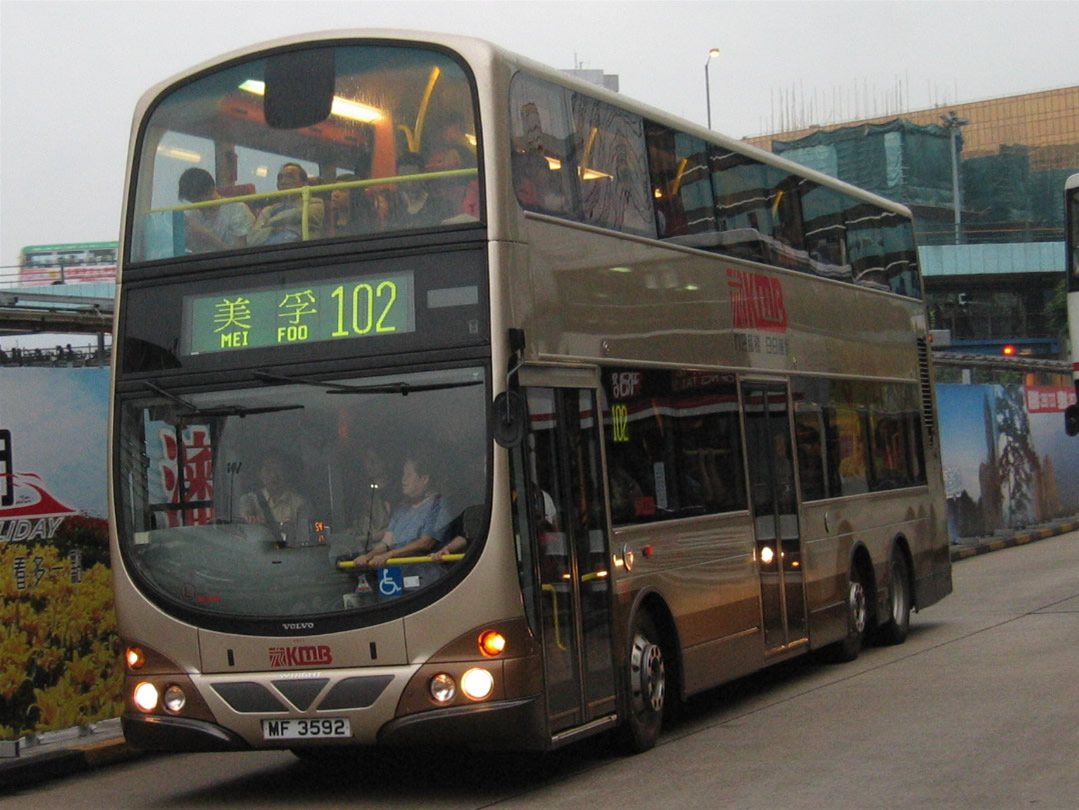
Автобус – Volvo-B7TL des KMB, Гонконг 2006

Маршру́тні тра́нспортні за́соби, транспортні засоби загального користування — автобуси, мікроавтобуси, тролейбуси, трамваї і таксі, що рухаються за встановленими маршрутами та мають визначені місця на дорозі для посадки (висадки) пасажирів.